# Ezio Gamba
Ezio Gamba (2 de dezembro de 1958) é um judoca italiano aposentado. Foi medalhista de ouro nos Jogos Olímpicos de Verão de 1980 em Moscou.
A estrela italiana Ezio Gamba foi campeão olímpico em 1980 e é considerado um dos melhores atletas de sempre de Itália. Foi também finalista em 1984 e ganhou 2 medalhas olímpicas e o título europeu de 1982. Tornou-se famoso como treinador da Itália e da equipa russa, tendo ganho 3 títulos olímpicos, prata e bronze com 7 judocas. Em 2013, Gamba foi agraciado com a Ordem Russa da Amizade pela sua extraordinária contribuição para o desenvolvimento do desporto na Federação Russa.